# 아리나 사발렌카
아리나 샤르헤예우나 사발렌카(벨라루스어: Ары́на Сярге́еўна Сабале́нка, 러시아어: Ари́на Серге́евна Соболе́нко 아리나 세르게예브나 소볼렌코[*], 1998년 5월 5일~)는 벨라루스의 테니스 선수이다. 

## 선수 경력
2023년 오스트레일리아 오픈에서 카자흐스탄의 엘레나 리바키나를 이기고 본인의 그랜드슬램 첫 우승을 하였다. 그해 US 오픈에서 준우승을 하였고, 2024년 다시 오스트레일리아 오픈에서 우승하며 2연패를 하였다. 그해 US 오픈에서도 우승하며, 한해에만 그랜드슬램을 2회 우승하였다.

## 역대 기록

### 그랜드 슬램 결승

#### 단식: 4회 진출 (우승 3회)
| 결과   | 연도 | 대회      | 코트 | 결승 상대       | 스코어        |
| 우승   | 2023 | 호주 오픈 | 하드 | 옐레나 리바키나 | 4–6, 6–3, 6–4 |
| 준우승 | 2023 | US 오픈   | 하드 | 코코 고프       | 6-2, 3–6, 2-6 |
| 우승   | 2024 | 호주 오픈 | 하드 | 정친원          | 6–3, 6–2      |
| 우승   | 2024 | US 오픈   | 하드 | 제시카 페굴라   | 7-5, 7-5      |